# Campo petrolifero

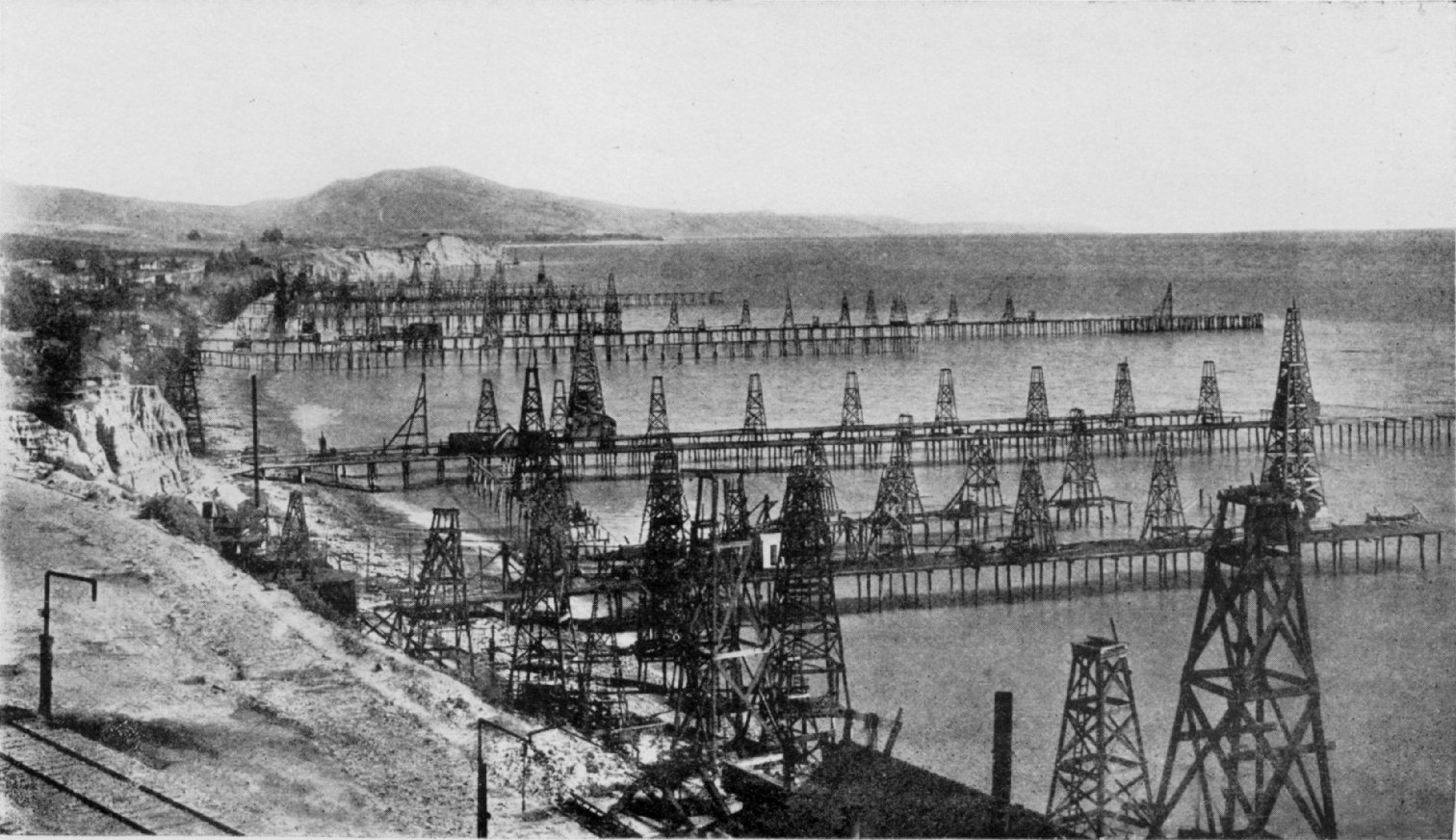
Un campo petrolifero con decine di pozzi di estrazione. Questo è il Summerland Oil Field, vicino a Santa Barbara in California, prima del 1909.

Un campo petrolifero è una zona in prossimità di un giacimento petrolifero adibita all'estrazione del petrolio dal sottosuolo grazie alla costruzione di pozzi e sistemi di estrazione.
Poiché le formazioni sotterranee che contengono petrolio si estendono in aree molto vaste (anche molte decine di chilometri), un campo petrolifero in genere comprende vari pozzi disseminati in un'area estesa. Inoltre sono presenti pozzi di esplorazione allo scopo di investigare i limiti del giacimento e oleodotti per il trasporto del petrolio.

## Descrizione

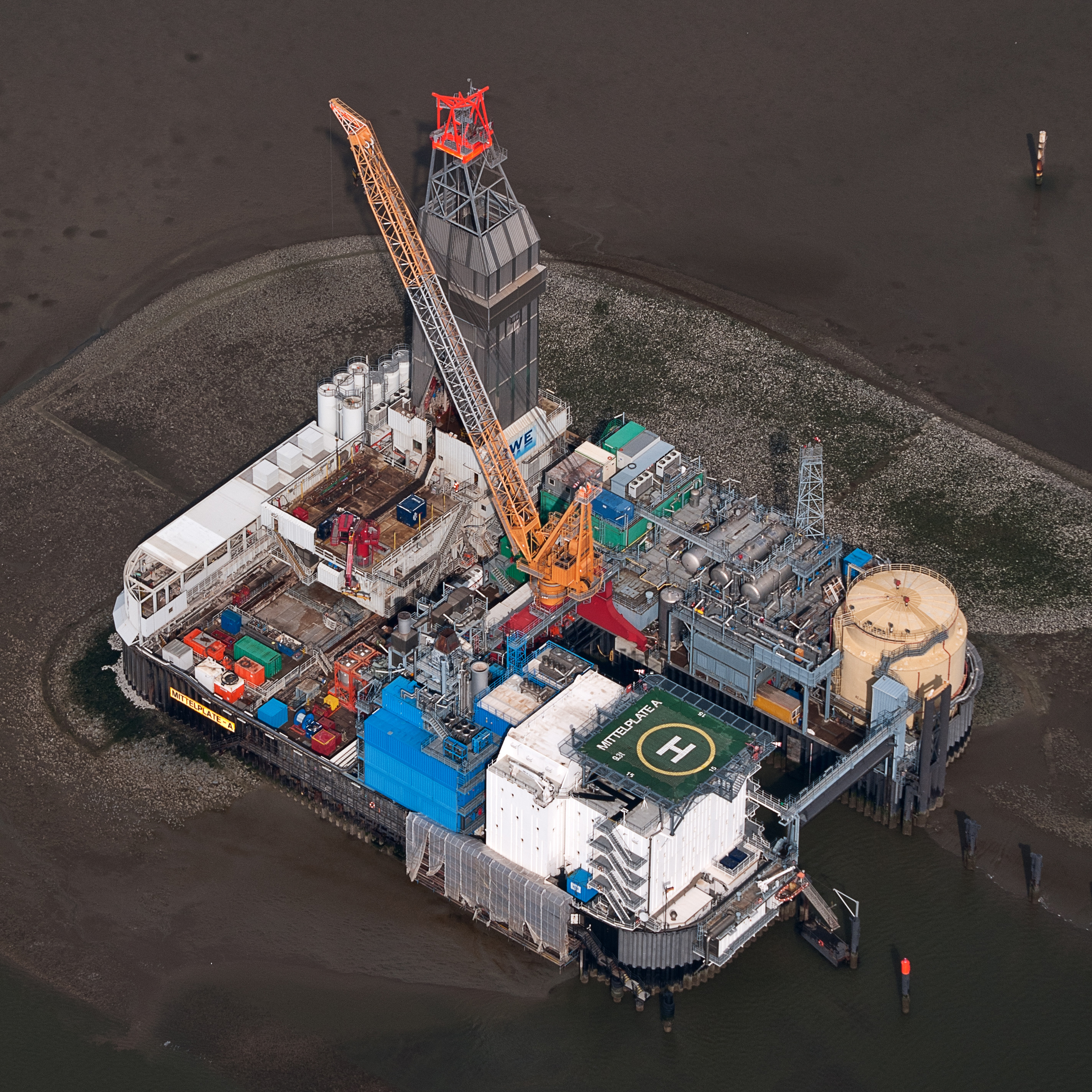
Foto aerea della piattaforma petrolifera di Mitteplate, il più importante campo petrolifero della Germania.

### Caratteristiche
Una volta il tipico campo petrolifero era una piccola città autosufficiente in mezzo ad un paesaggio puntellato prima da torri di perforazione (oil derrick) e pompe meccaniche conosciute come nodding donkeys a causa del loro braccio in movimento oscillante. Varie imprese, come Baker e Halliburton, hanno organizzazioni specializzate nella costruzione in grande scala dell'infrastruttura necessarie per mettere in opera un campo economicamente sfruttabile.
I campi petroliferi situati sotto il mare sono sfruttati tramite apposite piattaforme. Una piattaforma può accogliere petrolio e gas naturale tramite condotte da svariati pozzi situati nel raggio anche di diversi chilometri. I pozzi sono trivellati da apposite navi. Sul fondo del mare viene installata la testa del pozzo, che in inglese viene chiamata "Christmas Tree" (albero di Natale). Il nome deriva dall'aspetto piramidale delle prime teste di pozzo degli anni '70. I pozzi sono comandati in remoto dalla sala di controllo della piattaforma cui fanno capo. Alla base delle piattaforme in genere si trovano uno o più pozzi dai quali si estrae il petrolio e/o il gas naturale. Il termine estrazione è improprio in quanto il petrolio arriva in superficie grazie alla pressione del giacimento sottostante. Al diminuire della pressione del giacimento diminuisce la sua produttività.
Il petrolio o il gas naturale estratti dai pozzi possono o meno subire un primo trattamento sulla piattaforma, per poi essere trasportati tramite condotte a impianti situati sulla terraferma, quali per esempio le raffinerie. A giacimenti di petrolio è quasi sempre associato del gas naturale. In passato il gas naturale non era facilmente commerciabile e veniva spesso bruciato 'a torcia'. Oggi in molti paesi questa pratica è vietata (e inoltre il gas naturale è sempre più richiesto sul mercato). Tuttavia alle volte, se proprio il gas non è commerciabile, non viene bruciato ma viene re-iniettato nel giacimento per mantenerne la pressione e quindi la produttività. Questa reiniezione può essere fatta tramite un pozzo distinto, perforato a questo scopo, chiamato "pozzo di iniezione", oppure iniettando il gas nello spazio anulare del pozzo stesso. Alcune compagnie petrolifere usano acqua ad alta pressione in luogo del gas naturale al fine di aumentare la produttività.

### Problematiche
Poiché un campo petrolifero spesso si trova parecchio lontano dalle aree urbane, renderlo operativo può essere un compito estremamente complicato, soprattutto per la logistica e la necessità di installare infrastrutture partendo dal nulla. Ad esempio, i lavoratori che vi lavorano per mesi o anni richiedono abitazioni. Così gli ospedali e l'equipaggiamento richiedono elettricità ed acqua. Le tubazioni in zone fredde devono essere riscaldate. Un eccesso di gas naturale deve esser bruciato se non se ne fa uso, così che si necessita di un forno e tubazioni per trasportarlo dal pozzo al forno.

### Numeri
Esistono più di 40.000 campi petroliferi in tutto il globo, in terra come in mare. I maggiori sono il Ghawar in Arabia Saudita ed il Great Burgan in Kuwait, con più di 60 miliardi di barili (10 km³) stimati ciascuno. La maggior parte dei campi petroliferi sono molto più piccoli. Secondo l'US Department of Energy (Energy Information Administration), nel 2003 gli USA da soli avevano più di 30.000 campi.
Nell'epoca moderna, la localizzazione e le riserve conosciute dei campi petroliferi sono un fattore chiave in molti conflitti geopolitici.

## Classificazione in base alle dimensioni
Divisione in classe dei giacimenti petroliferi (in larga parte tratta da quella fornita dall'American Petroleum Institute) in funzione delle loro dimensioni.
Per i giacimenti di petrolio:
- Megagiant: superiore a 50.000 milioni di barili (pari a 6,8 miliardi di t)
- Supergiant: da 5.000 a 50.000 milioni di barili
- Giant: da 500 a 5.000 milioni di barili
- Major: da 100 a 500 milioni di barili
- Large: da 50 a 100 milioni di barili
- Medium: da 25 a 50 milioni di barili
- Small: da 10 a 25 milioni di barili.

Per i giacimenti di gas naturale:
- Supergiant: superiore a 850 miliardi di m3
- Giant: da 85 a 850 miliardi di m3
- Major: da 17 a 85 miliardi di m3
- Large: da 8,5 a 17 miliardi di m3
- Medium: da 4,2 a 8,5 miliardi di m3
- Small: da 1,7 a 4,2 miliardi di m3.